# Lidköpings porslinsfabrik

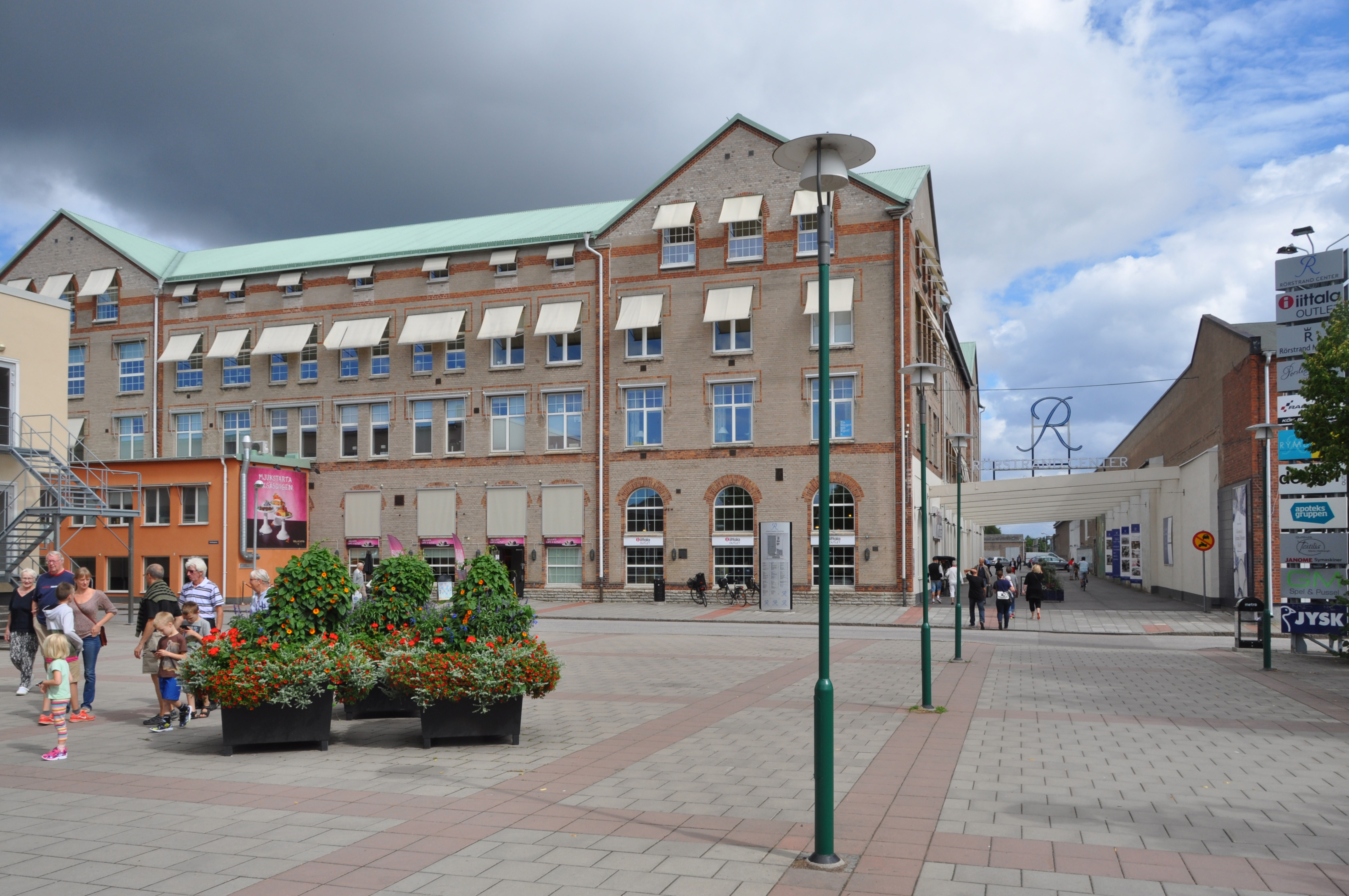
De gamla fabrikslokalerna. Idag Rörstrand Center

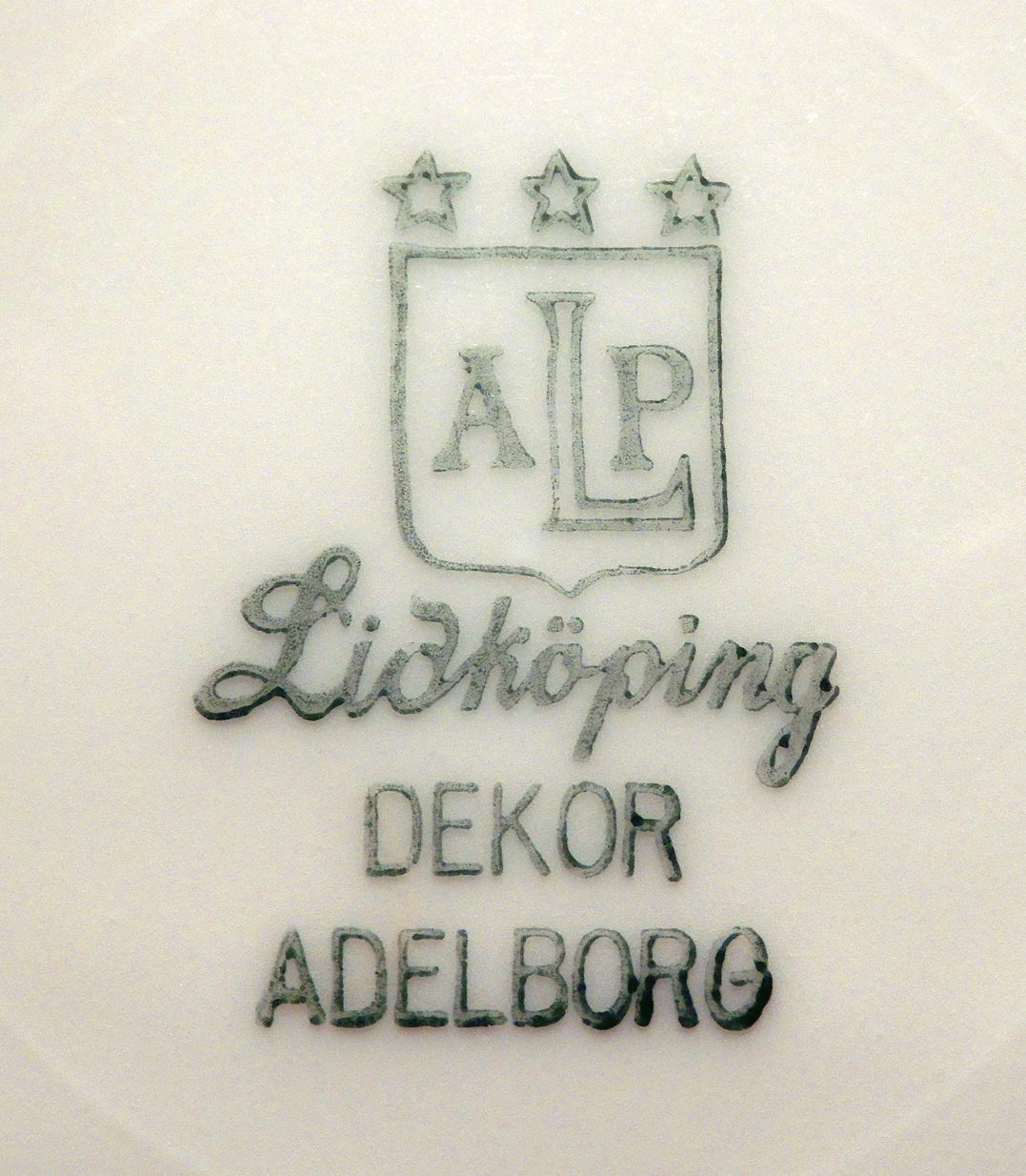
Undersidan av en assiett från (ALP) AB Lidköpings Porslinsfabrik med dekor av Louise Adelborg.

Lidköpings porslinsfabrik grundades i Örebro 1892 som P. A. Nymans grosshandel och porslinsmåleri. År 1900 etablerade man sig i Lidköping som Nymans Handels- och Porslinsmåleri AB för dekorering av importerat rågods, främst från Bayern (Rosenthal). Företaget ombildades 1911 till AB Lidköpings porslinsfabrik (ALP) och byggde då egna fabrikslokaler och flera ugnar.
Tillverkningen omfattade främst servisgods i fältspatsporslin från 1912, då den första bränningen skedde. Företaget leddes av Per R. Nyman (1870-1945) och dekorationsavdelningen leddes av Carl-Fredrik Hartung både vid Nymans och senare vid ALP. Carl-Fredrik Hartung lär själv ha målat vaser vid Nymans. Antalet anställda var 1912 cirka 180, varav åtta kvinnliga målare som kom från Nymans porslinsmåleri.
Produktionen vid ALP omfattade hushållsgods, främst mat-, te- och kaffeserviser men även konstobjekt i Rörstrands stil. Ledande konstnärliga medarbetare var främst den från Rörstrand nedflyttade Algot Eriksson, som 1912-1917 gjorde flera kollektioner i linje med det han tillverkat vid Rörstrand.
Problem med import av lera ledde till att fabriken några år 1918-23 hade ett dotterbolag i Tyskland som levererade både kaolin och färdiga, odekorerade varor. Från cirka 1925 satsade man på egna modeller och dekorer. Flera konstnärliga medarbetare anställdes, bland andra Einar Forseth, Knut Hallgren och Oskar Dahl.
Redan från 1920-talets början hade man haft ett visst samarbete med Rörstrand. Från 1929, då Rörstrand köptes av Ifö-verken liksom Arabia med Lidköpings Porslinsfabrik intensifierades detta. År 1931 blev Rörstrand åter ett fristående bolag och 1932 skedde ett samgående med Lidköpings Porslinsfabrik. 1936-39 flyttades hela Rörstrands tillverkning successivt över till Lidköping. ALP existerade fortfarande några år in på 1940-talet under eget namn, parallellt med Rörstrand, men efter 1943 drevs verksamheten vidare under varumärket Rörstrand.